# Dendrilla cirsioides
Dendrilla cirsioides är en svampdjursart som beskrevs av Topsent 1893. Dendrilla cirsioides ingår i släktet Dendrilla och familjen Darwinellidae. Inga underarter finns listade i Catalogue of Life.